# Нерваль, Жерар де
Жера́р де Нерва́ль (фр. Gérard de Nerval — псевдоним; настоящее имя и фамилия — Жерар Лабрюни (фр. Gérard Labrunie); 22 мая 1808, Париж — 26 января 1855, там же) — французский поэт-романтик, прозаик и переводчик.

## Биография и творчество
Родился в семье хирурга наполеоновской армии. Отдав дань некоторым традициям классицизма в либерально-бонапартистском сборнике «Национальные элегии и политические сатиры» (Élégies nationales et satires politiques, 1827), Нерваль стал поклоняться Гюго — вождю романтизма.
Нерваль приветствовал и воспел Июльскую революцию (ода «Народ», 1830; политические сатиры, 1831), но, принадлежа к интеллигенции, испуганной общественным движением, последовавшим за этой революцией, быстро разочаровался в ней. С наступлением реакции Нерваль подпал под влияние «галантной» или «золотой» богемы Теофиля Готье, которая провозгласила лозунг: «Искусство для искусства». Этот лозунг выражал умонастроения интеллигенции, отказавшейся от каких-либо социальных преобразований. В конце 1830-х гг. Нерваль пришёл к мысли о полной бесплодности социально-политической борьбы (драма «Léo Burckart», 1839).
Последние годы Нерваля были омрачены нуждой и психическим недугом. 26 января 1855 года Жерар де Нерваль, находясь в депрессии и крайней нужде, покончил с собой, повесившись на фонарном столбе в одном из парижских закоулков.
Нерваль оставил несколько сборников стихотворений («Немецкие стихотворения» — «Poésies allemandes», 1830; «Галантная богема» — «La bohême galante», 1855), ряд исторических драм и оперных либретто («Осуждение Фауста» — «La damnation de Faust», 1846), несколько повестей (сборник «Девы огня» — «Les filles de feu», 1854). Эротизм, фантастика и культ искусства для искусства галантной богемы были у Нерваля, испытавшего сильное влияние немецких романтиков, формой отрешения от земной действительности. Для него характерно мистическое искание образа совершенной женщины; все это нашло своё наиболее тонкое выражение в повести Нерваля «Мечта и действительность» (фр. Le rêve et la vie, 1855, другое название этой «посмертной» повести — «Аврелия»).
Путешествия Нерваля по Востоку и Германии описаны в ряде книг: «Сцены восточной жизни» (Scènes de la vie orientale, 1848), «Путешествие на Восток» (Voyage en Orient, 1851), «Лорелей» (Loreley, 1852). Высоко ценится перевод «Фауста», сделанный Нервалем ещё в юности и заслуживший похвалу самого Гёте.
Из других немецких писателей Нерваль переводил Шиллера, Клопштока, Бюргера и особенно Гейне. Нерваль оставил несколько сборников историко-литературных статей («Этюды о немецких поэтах» — «Études sur les poètes allemands», 1830).
Многими чертами своего творчества Нерваль является предшественником французских символистов, его сновидческое творчество высоко ценили сюрреалисты. 
В творчестве Нерваля последних лет, на грани безумия, Марсель Пруст видел попытки «высветить в себе затемнённые оттенки», интенсивную работу сознания художника, идущего своим неповторимым путём: 
Сумасшествие Жерара де Нарваля, нарождающееся и ещё не проявившееся открыто, не более чем разновидность предельного субъективизма, повышенного интереса к сновидению, вспоминанию, личностному восприятию ощущения, а не к тому, что есть в этом ощущении общего для всех, воспринимаемого всеми, то есть реальности. И когда эта предрасположенность < … > оборачивается в конечном счёте безумием, последнее настолько является продолжением литературной своеобычности его носителя в том, что есть в ней самого существенного, что он описывает своё безумие по мере того, как ощущает его, во всяком случае до тех пор, пока оно поддаётся описанию...»
Покончил жизнь самоубийством через повешение.

## Творчество Нерваля в России
Для русских читателей Нерваля открыл Павел Муратов. Его стихи переводили В. Брюсов, В. Козовой, А. Ревич, А. Гелескул и др.

## Сводные издания
- Œuvres complètes de Gérard de Nerval, éd. H. Champion, 15 vv., P., 1914—1932; Clouard, 10 vv., P., 1927.
- Œuvres. Vol.1/2. Paris: Gallimard, 1960-61.

## Публикации на русском языке
- Сильвия, Октавия, Изида, Аврелия, изд. кн-ва Некрасова, М., 1912.
- Избранное. М.: Искусство, 1984. — 424 с., 10 000 экз.
- Дочери огня. Новеллы, стихотворения. Л.: Художественная литература, 1985 — 448 с., 50 000 экз.
- [Стихотворения]// Поэзия Франции. Век XIX. М.: Художественная литература, 1985, с.173-182
- Путешествие на Восток. М.: Наука, 1986
- Исповедь Никола// Мориак Ф., Жизнь Жана Расина. Нерваль Ж. де. Исповедь Никола. М.: Книга, 1988
- История о царице Утра и Сулаймане, повелителе духов. М.: Энигма, 1996
- [Стихотворения]// Семь веков французской поэзии в русских переводах. СПб: Евразия, 1999, с.305-308
- Мистические фрагменты. СПб: Изд-во Ивана Лимбаха, 2001
- [Стихотворения]// Гелескул А. Избранные переводы. М.: Терра-Книжный клуб, 2006, с.32-38
- Химеры Пер. Н.Стрижевской// Versии Французская поэзия в переводах Натальи Стрижевской --М.Дом-музей Марины Цветаевой 2008 с.49-60 ISBN 978-5-93015-103-9
- Жерар де Нерваль Несмокающий мотив в собрании русских переводов 1913-2013 гг. --М.Центр книги Рудомино 2014 с.190 ISBN 978-5-00087-017-4

## Песни
- Александр Карпенко Нерваль Архивная копия от 4 октября 2016 на Wayback Machine

## Образ в кинематографе
Жерар де Нерваль — один из героев фильма «Клиника доктора Бланша» / «La clinique du docteur Blanche» (Франция, режиссёр Сара Леви / Sarah Lévy, 2014).

## Критические статьи
- Александр Карпенко Поэт Жерар де Нерваль. «Поэтоград» № 32 (133), 2014 Архивная копия от 18 апреля 2015 на Wayback Machine
- Евгений Головин Жерар де Нерваль. Химеры Архивная копия от 6 ноября 2016 на Wayback Machine
- Юлия Кристева "Депрессия. «El Desdichado» Нерваля. Статья Архивная копия от 15 июня 2021 на Wayback Machine